# 塞利異齒䲁
塞利異齒䲁（學名：Ecsenius sellifer），又稱塞利無鬚䲁，為輻鰭魚綱鳚形目䲁科異齒䲁屬的一種，分布於西太平洋帛琉、索羅門群島、巴布亞紐幾內亞海域，深度6至8公尺，本魚體延長，稍側扁，似圓柱狀；頭鈍短。前鼻孔具一鼻鬚；無眼上鬚及頸鬚，背鰭硬棘12枚、背鰭軟條13-14枚、臀鰭硬棘2枚、臀鰭軟條15-16枚，體長可達4.1公分，棲息在沿岸礁石區，單獨或成小群活動，以藻類為食，雌魚產附著性卵，雄魚有護卵行為，幼魚為浮游性，生活習性不明。